# André Pradels
Edmond André Pradels (Paris, 26 juillet 1878 - Fort de Vaux, Meuse, 8 avril 1916) est un compositeur français.

## Biographie
Il entre au Conservatoire le 26 novembre 1899. Deuxième accessit d’harmonie (1903), second prix d’harmonie (1904), il laisse en 1905 un devoir non récompensé d’harmonie.
Professeur de musique (1902), chef d'orchestre du Théâtre de la Porte-Saint-Martin (1906), on lui doit de nombreuses musiques de chansons du début du XXe siècle sur des paroles, entre autres, d'Henri Bachimont, Octave Pradels (son père), Georges Gillet, Eugène Héros ou Joseph Barbotin, parfois sous le pseudonyme d'Edmond Aramis, ainsi que des musiques d'opérette.
Il meurt sur le front le 8 avril 1916 : « Pradels (Edmond), lieutenant : excellent officier, d'un grand courage, plein d'entrain et de dévouement. Tombé en brave, le 8 avril 1916, devant le fort de Vaux (Verdun). Croix de guerre avec palme ».